# Onverwacht (Surinam)
Onverwacht – miasto w Surinamie, stolica dystryktu Para. Według danych szacunkowych na rok 2008 liczy 2223 mieszkańców.